# Teppen Tottande!
Albums de NMB48
Sekai no Chūshin wa Ōsaka ya ~Namba Jichiku~
(13 août 2014)
Singles
1. Zetsumetsu Kurokami Shōjo
Sortie : 20 juillet 2011
2. Oh My God!
Sortie : 19 octobre 2011
3. Junjō U-19
Sortie : 8 février 2012
4. Nagiichi
Sortie : 9 mai 2012
5. Virginity
Sortie : 8 août 2012
6. Kitagawa Kenji
Sortie : 7 novembre 2012

Teppen Tottande! (てっぺんとったんで!, trad. : Prenez le dessus !) est le premier album studio du groupe féminin japonais NMB48.

## Présentation
L'album sort le 27 février 2013 au Japon, et atteint la première place du classement des ventes de l'oricon, se vendant à 328 000 exemplaires durant la première semaine,,. Il est disponible en plusieurs versions ("type N", "type M" ou "type B") avec des pochettes et contenus différents, et en une édition spéciale uniquement vendue au théâtre où se produit le groupe. Il contient les chansons-titres des six premiers singles du groupe sortis auparavant.

## Couvertures de l'album
Édition Type N
- Mayu Ogasawara, Sayaka Yamamoto, Riho Kotani, Keira Yogi, Yūka Satō, Kanako Kadowaki, Ayaka Murakami

Édition Type M
- Miyuki Watanabe, Aina Fukumoto, Shū Yabushita, Kei Jonishi, Rena Shimada, Momoka Kinoshita, Airi Tanigawa

Édition Type B
- Devant : Nana Yamada, Yui Yokoyama, Fūko Yagura,
- Derrière : Miru Shiroma, Akari Yoshida, Emika Kamieda

## Liste des titres
| 1.  | Teppen Tottande! (てっぺんとったんで!)   |                                         | 4:06 |
| 2.  | Zetsumetsu Kurokami Shōjo (絶滅黒髪少女) | 1er single                              | 3:49 |
| 3.  | Oh My God! (オーマイガー!)               | 2e single                               | 4:19 |
| 4.  | Junjō U-19 (純情U-19)                    | 3e single                               | 3:47 |
| 5.  | Nagiichi (ナギイチ)                      | 4e single                               | 4:07 |
| 6.  | Virginity (ヴァージニティ)               | 5e single                               | 4:13 |
| 7.  | Kitagawa Kenji (北川謙二)                | 6e single                               | 3:50 |
| 8.  | HA! (NMB48 Version)                      | reprise d'un titre d'AKB48              | 4:13 |
| 9.  | 12/31 (12月31日)                         |                                         |      |
| 10. | Lily                                     | par la Team N                           |      |
| 11. | Jungle Gym (ジャングルジム)              | face du 3e single ; par Sayaka Yamamoto | 5:10 |
| 12. | Hoshokushatachi yo                       |                                         |      |
| 13. | NMB48                                    |                                         | 4:00 |
| 14. | Seishun no Laptime (青春のラップタイム)  | face B du 1er single                    | 4:46 |
| 15. | Boku wa Matteru (僕は待ってる)           | face B du 2e single                     | 3:45 |

| 1.  | Teppen Tottande! (てっぺんとったんで!)   |                                               | 4:06 |
| 2.  | Zetsumetsu Kurokami Shōjo (絶滅黒髪少女) |                                               | 3:49 |
| 3.  | Oh My God! (オーマイガー!)               | 2e single                                     | 4:19 |
| 4.  | Junjō U-19 (純情U-19)                    | 3e single                                     |      |
| 5.  | Nagiichi (ナギイチ)                      | 4e single                                     | 4:07 |
| 6.  | Virginity (ヴァージニティ)               | 5e single                                     | 4:13 |
| 7.  | Kitagawa Kenji (北川謙二)                | 6e single                                     | 3:50 |
| 8.  | HA! (NMB48 Version)                      | reprise d'un titre d'AKB48                    | 4:13 |
| 9.  | 12/31 (12月31日)                         |                                               |      |
| 10. | With my soul                             | par la Team M                                 |      |
| 11. | Warukii                                  | face B du 4e single ; Miyuki Watanabe en solo | 4:03 |
| 12. | Kesshō (決勝)                            | face B du 2e single                           | 4:28 |
| 13. | Namekuji Heart                           |                                               |      |
| 14. | NMB48                                    |                                               | 4:00 |
| 15. | Seishun no Laptime (青春のラップタイム)  | face B du 1er single                          | 4:46 |
| 16. | Boku wa Matteru (僕は待ってる)           | face B du 2e single                           | 3:45 |

| 1.  | Teppen Tottande! (てっぺんとったんで!)        |                                        | 4:06 |
| 2.  | Zetsumetsu Kurokami Shōjo (絶滅黒髪少女)      | 1er single                             | 3:49 |
| 3.  | Oh My God! (オーマイガー!)                    | 2e single                              | 4:19 |
| 4.  | Junjō U-19 (純情U-19)                         | 3e single                              |      |
| 5.  | Nagiichi (ナギイチ)                           | 4e single                              | 4:07 |
| 6.  | Virginity (ヴァージニティ)                    | 5e single                              | 4:13 |
| 7.  | Kitagawa Kenji (北川謙二)                     | 6e single                              | 3:50 |
| 8.  | HA! (NMB48 Version)                           | reprise d'un titre d'AKB48             | 4:13 |
| 9.  | 12/31 (12月31日)                              |                                        |      |
| 10. | Almond Croissant Keikaku                      | par la Team BII                        |      |
| 11. | Mikazuki no Senaka (三日月の背中)             | face B du 1er single (édition théâtre) | 4:03 |
| 12. | Fuyushōgun no Regret (冬将軍の リグレット)    | face B du 6e single (Type B)           | 4:22 |
| 13. | Dazai Osamu wo Yonda Ka? (太宰治を読んだか？) |                                        | 4:44 |
| 14. | NMB48                                         |                                        | 4:00 |
| 15. | Seishun no Laptime (青春のラップタイム)       | face B du 1er single (Type N)          | 4:46 |
| 16. | Boku wa Matteru (僕は待ってる)                | face B du 2e single                    | 3:45 |